# Антонов, Василий Васильевич (Герой Социалистического Труда)
Васи́лий Васи́льевич Анто́нов (9 января 1927, д. Рахковичи, Лодейнопольский уезд, Ленинградская губерния, СССР — 11 ноября 1991, Запорожье, Запорожская область, Украинская ССР, СССР) — бригадир слесарей-монтажников Днепровского монтажного участка треста «Спецгидроэнергомонтаж» Министерства энергетики и электрификации Украинской ССР, Герой Социалистического Труда (1980).

## Биография
Родился 9 января 1927 года в деревне Рахковичи Лодейнопольского уезда Ленинградской губернии (ныне Лодейнопольского района Ленинградской области России) в семье крестьян. По национальности русский.
В 1944 году начал трудовую деятельность слесарем на Нижне-Свирской гидроэлектростанции. В 1948 году призван в армию, служил до 1952 года. В 1952 году устроился на работу слесарем-монтажником в тресте «Спецгидроэнергомонтаж». Занимался монтированием гидроагрегатов и пусконаладочными работами во время строительства Майкопской, Горьковской, Новосибирской, Кременчугской, Днепродзержинской и Каневской гидроэлектростанций.
В 1973 году переехал в город Запорожье Украинской ССР. Возглавлял бригаду слесарей-монтажников Днепровского монтажного участка треста «Спецгидроэнергомонтаж» Министерства энергетики и электрификации Украинской ССР. Работал на строительстве второй очереди Днепровской гидроэлектростанции имени В. П. Ленина.
Указом Президиума Верховного Совета СССР от 12 сентября 1980 года «за выдающиеся успехи, достигнутые при сооружении второй очереди Днепровской ГЭС имени В. П. Ленина», удостоен звания Героя Социалистического Труда с вручением ордена Ленина и золотой медали «Серп и Молот».
Принимал участие в строительстве Евфратского гидроузла в Сирии.
Жил в городе Запорожье, где умер 11 ноября 1991 года.
Награждён орденами Ленина (12.09.1980), Дружбы народов, медалями.